# Russin, Genève
Russin är en ort och kommun i kantonen Genève, Schweiz. Kommunen har 524 invånare (2023).
Russin ligger på en kulle med utsikt över floden Rhône och dess biflod Allondon.